# Міколайкі (Новомейський повіт)
Міколайкі (пол. Mikołajki, нім. Nikolaiken) — село в Польщі, у гміні Кужентник Новомейського повіту Вармінсько-Мазурського воєводства.
Населення — 413 осіб (2011).
У 1975-1998 роках село належало до Торунського воєводства.

## Демографія
Демографічна структура станом на 31 березня 2011 року:
|          | Загалом | Допрацездатний вік | Працездатний вік | Постпрацездатний вік |
| -------- | ------- | ------------------ | ---------------- | -------------------- |
| Чоловіки | 216     | 56                 | 137              | 23                   |
| Жінки    | 197     | 45                 | 110              | 42                   |
| Разом    | 413     | 101                | 247              | 65                   |